# Gypsophila modesta
Gypsophila modesta är en nejlikväxtart som beskrevs av Joseph Friedrich Nicolaus Bornmüller. Gypsophila modesta ingår i släktet slöjor, och familjen nejlikväxter. Inga underarter finns listade i Catalogue of Life.